# Provinz Timimoun
Timimoun (arabisch ولاية تيميمون, DMG Wilāyat Tīmīmūn) ist eine Provinz (wilaya) im Zentrum von Algerien mit Timimoun als Hauptstadt.
Die im Dezember 2019 neu geschaffene Provinz war zuvor der Nordteil der Provinz Adrar. Sie liegt in der Sahara und grenzt im Norden an El Bayadh, im Osten an El Meniaa, im Südosten an In Salah, im Süden an Adrar und im Westen an Béni Abbès.
Mit 122.019 Einwohnern (Stand 2008) auf 65.203 km² ist sie nur dünn besiedelt, die Bevölkerungsdichte beträgt rund 1,9 Einwohner pro Quadratkilometer.

## Kommunen
In der Provinz liegen folgende zehn Kommunen als Selbstverwaltungskörperschaften der örtlichen Gemeinschaft:
| Code ONS | Kommune      | Arabisch     | Bevölkerung 2008 |
| -------- | ------------ | ------------ | ---------------- |
| 0103     | Charouine    | شروين        | 11.347           |
| 0107     | Ksar Kaddour | قصر قدور     | 4.742            |
| 0109     | Timimoun     | تيميمون      | 33.060           |
| 0110     | Ouled Said   | أولاد السعيد | 8.219            |
| 0116     | Tinerkouk    | تينركوك      | 15.980           |
| 0117     | Deldoul      | دلدول        | 8.647            |
| 0120     | Metarfa      | المطارفة     | 8.438            |
| 0123     | Aougrout     | أوقروت       | 11.784           |
| 0124     | Talmine      | طلمين        | 12.768           |
| 0127     | Ouled Aissa  | أولاد عيسى   | 7.034            |